# Rugby 15
Rugby 15 est un jeu vidéo de rugby à XV développé par HB studio et édité par Bigben interactive. Il comporte les licences officielles des championnats de France Top 14 et Pro D2, d'Angleterre (AVIVA Premiership Rugby) et la Pro12 (anciennement Celtic League). Il est sorti sur PlayStation 3, PlayStation 4, PlayStation Vita, Xbox 360, Xbox One et Windows le 21 novembre 2014 en Europe (hors Royaume-Uni), en Afrique du Sud, en Australie et en Nouvelle-Zélande, puis en Grande-Bretagne et en Irlande le 23 janvier 2015, et en Amérique en février.
Les jaquettes de chaque version diffèrent en fonction des territoires de distribution, en présentant à chaque fois trois rugbymen différents. En France, il s'agit de Frédéric Michalak (RC Toulon), Thierry Dusautoir (Stade toulousain) et Wesley Fofana (ASM Clermont Auvergne).
Les commentaires en français sont assurés par Éric Bayle et Thomas Lombard, commentateurs officiels du Top 14 sur Canal+. Le spot TV du jeu diffusé après la sortie du jeu présente quant à lui Dimitri Yachvili, ancien international français.
Il est le jeu de rugby le moins bien noté, avec une cote moyenne atteignant difficilement les 20 %, ce qui en fait le jeu de rugby le moins abouti à sa sortie,,,.